# Milton O. Browne
Pour les articles homonymes, voir Browne.
Milton O. Browne (né le 1er juin 1976) est un coureur de demi-fond barbadien. Il a participé à l'épreuve du 800 mètres masculin aux Jeux olympiques d'été de 2000.